# Pseudolebinthus
Pseudolebinthus — рід прямокрилих комах родини цвіркунів (Gryllidae). Включає 5 видів, що поширені в Східній Африці.

## Види
- Pseudolebinthus africanus Robillard, 2006 — схід Зімбабве.
- Pseudolebinthus gorochovi Robillard, 2018 — північ Малаві, південний захід Танзанії.
- Pseudolebinthus lunipterus Salazar, Murphy, Guillaume, Nattier & Robillard, 2020 — північ Малаві.
- Pseudolebinthus ntchisi Robillard & Murphy, 2020 — Малаві.
- Pseudolebinthus whellani Robillard, 2006 — південь Малаві.